# Церковь Николая Чудотворца (Маньково-Березовская)
Церковь Николая Чудотворца (Свято-Никольский храм) —  православный храм в слободе Маньково-Берёзовская Ростовской области; Волгодонская и Сальская епархия, Белокалитвенское благочиние.
Является объектом культурного наследия регионального значения.

## История
Сначала в слободе стояла часовня, а в 1799 году построили деревянную церковь, половину денег на строительство которой внёс основатель слободы — подполковник (впоследствии — генерал-майор) Василий Иванович Маньков, пожелавший, чтобы храм носил имя покровительницы его дочери — Преподобной мученицы Евдокии. За основу церкви был взята разобранная в Распопинской станице церковь. Когда деревянная церковь обветшала, в 1868 году решили создать новый трёхпрестольный каменный храм, который был построен и освящён в 1875 году. Носил он также имя Святой Евдокии, правый придел — во имя Святителя и Чудотворца Николая, левый придел остался не освящённым — не хватило средств для его обустройства. Обветшавшая деревянная церковь в очередной раз была разобрана и продана в хутор Арканцев.
Новый храм был невысокий и скромный экстерьером — имел редкие удлинённые и узкие окна, громоздкие низкий восьмерик и двадцатиметровую колокольня, покрыт был листовым железом. Внутри зал церкви разделялся двумя рядами колонн. Через пять лет после постройки храм был расписан. Рядом в 1878 году была построена церковно-приходская школа.
Прослужил новый храм до Великой Отечественной войны — перед войной он был закрыт, но разобрали только верх; вместительное мощное помещение пригодилось для зернохранилища колхоза «Знамени колхозника». Со временем Евдокиевская церковь превратилась в развалины. Восстанавливаться стала после распада СССР и была названа Во имя Николая Чудотворца. Новая крыша и купол сильно исказили первоначальный облик храма, который воссоздаётся очень медленно.
Церковь в настоящее время действующая. Настоятель — протоиерей Мекушкин Андрей Александрович, являющийся настоятелем храма Смоленской иконы Божией Матери «Одигитрии» в городе Аксай Ростовской области.